# Beöthy Károly
Szlováni Beöthy Károly (Komárom, 1820. november 2. – Győr, 1864. november 21.) ügyvéd és Győr vármegye alügyésze, publicista.

## Élete
Beöthy Gáspár gabonakereskedőnek és Kovács Katalinnak (Kovács Pál író nénjének) a fia volt. Középiskoláit szülővárosában a református kollégiumban, a jogot a pesti egyetemen végezte el. Ügyvédi vizsgát tett és mint gyakorló ügyvéd a fővárosban telepedett le. Az 1848–49-es szabadságharcban előbb mint pesti önkéntes a szerbek elleni csatározásokban, azután mint vésztörvényszéki bíró vett részt és Komáromban kapitulált. Ezután Győrben folytatta az ügyvédkedést.

## Munkái
A Honművészben lépett fel 1839-ben két költeményével, azután a Koszoruban jelent meg néhány verse 1841-ben. A költészettel csakhamar fölhagyott és Győrbe került, ahol mint a gazdasági egyesület jegyzője szerkesztette A győrvidéki gazdasági egyesület évkönyvét 1860–62. (Győr, 1863); gazdászati, ipari, kereskedelmi s társadalmi cikkeket irt a Győri Közlönybe (1857–60), melynek főmunkatársa volt, a Gazdasági Lapokba (1860–65), Magyar Gazdába (1860–60), Kerti Gazdaságba (1860) és a Hölgyfutárba (1860-ban).